# Procambarus lunzi
Procambarus lunzi är en kräftdjursart som först beskrevs av Hobbs 1940.  Procambarus lunzi ingår i släktet Procambarus och familjen Cambaridae. IUCN kategoriserar arten globalt som otillräckligt studerad. Inga underarter finns listade i Catalogue of Life.